# Ett schlagerliv
Ett schlagerliv är en memoarbok av Kikki Danielsson. Den utgavs 2011.

### Fotnoter
1. ↑  Sune Johannesson (24 augusti 2011). ”Kikki kickar tillbaka”. Kristianstadsbladet. http://www.kristianstadsbladet.se/kultur/kikki-kickar-tillbaka/. Läst 30 januari 2014.